# PSR B1257+12 D
PSR B1257+12 D是一個可能存在的太陽系外矮行星，距離地球約980光年，位於室女座。它可能是環繞脈衝星 PSR B1257+12 的矮行星，距離母恆星平均距離2.6天文單位，公轉週期約3.5年。

## 發現史
最早在1996年時認為有一顆類似土星（100倍地球質量）的氣體巨行星在距離脈衝星約40天文單位的位置。但這項發現並未確認，並且之後被否定了。現在認為這些訊號來自於一個矮行星天體。而這個天體一般被認為相當小，其質量小於冥王星的20%。

## 外部連結
- . Extrasolar Visions.   [16 December 2008]. （原始内容存档于2012年3月1日）.